# Foresta di Uatzo
La foresta di Uatzo è un complesso forestale appartenente al demanio della regione Sardegna. È situata nella parte centrale dell'Isola, in territorio di Tonara.

Con una superficie di 782 ettari si estende dai 486 m s.l.m. del rio Is Putzos ai 1495 di Conca Giuanne Fais.
La foresta è raggiungibile dalla strada statale 295 di Aritzo all'altezza della stazione di Desulo-Tonara.